# Bayer 04 Leverkusen Fußball 2010-2011 (femminile)
Questa voce raccoglie le informazioni riguardanti il Bayer 04 Leverkusen Fußball nelle competizioni ufficiali della stagione 2010-2011.

## Divise e sponsor
La grafica adottata era la stessa del Bayer Leverkusen maschile. Il main sponsor era l'azienda di fornitura di energia TelDaFax Energy mentre quello tecnico, fornitore delle tenute da gioco, era Adidas.
| Casa | Trasferta | Terza |

## Organigramma societario
Come da sito ufficiale, aggiornato al 24 maggio 2011.
Area tecnica
- Allenatrice: Doreen Meier
- Vice allenatore: Reinhard Huth
- Allenatore dei portieri: Kai Kubierske
- Preparatore atletico: Alois Gmeiner
- Fisioterapista: Andrea Bernau

## Rosa
Rosa, ruoli e numeri di maglia come da sito ufficiale, aggiornati al 7 febbraio 2012, integrati dal sito della Federcalcio tedesca (DFB).
| N. |                     | Ruolo | Calciatrice          |
| -- | ------------------- | ----- | -------------------- |
| 1  | Germania (bandiera) | P     | Lisa Schmitz         |
| 2  | Germania (bandiera) | D     | Audrey Knopp         |
| 3  | Germania (bandiera) | D     | Johanna Elsig        |
| 4  | Germania (bandiera) | C     | Kathrin Hendrich     |
| 5  | Germania (bandiera) | D     | Teresa Tüllmann      |
| 6  | Germania (bandiera) | D     | Henrike Sahlmann     |
| 6  | Germania (bandiera) | C     | Francesca Weber      |
| 7  | Germania (bandiera) | C     | Natalie Moik         |
| 8  | Germania (bandiera) | C     | Merle Barth          |
| 9  | Germania (bandiera) | A     | Shelley Thompson     |
| 10 | Germania (bandiera) | C     | Lynn Mester          |
| 11 | Germania (bandiera) | A     | Pia Knobloch         |
| 13 | Germania (bandiera) | D     | Marith Prießen       |
| 14 | Germania (bandiera) | C     | Carolin Dej          |
| 15 | Serbia (bandiera)   | D     | Christina Sampanidis |
| 15 | Germania (bandiera) | C     | Claudia Kalin        |
| 16 | Germania (bandiera) | C     | Linda Dallmann       |
| 17 | Germania (bandiera) | C     | Jacqueline Dünker    |

| N. |                     | Ruolo | Calciatrice         |
| -- | ------------------- | ----- | ------------------- |
| 17 | Germania (bandiera) | C     | Marina Hegering     |
| 18 | Germania (bandiera) | D     | Stephanie Mpalaskas |
| 19 | Germania (bandiera) | A     | Lisa Schwab         |
| 20 | Germania (bandiera) | A     | Eunice Beckmann     |
| 21 | Germania (bandiera) | A     | Maren Henseler      |
| 22 | Germania (bandiera) | P     | Ina Quast           |
| 23 | Germania (bandiera) | A     | Isabelle Linden     |
| 24 | Germania (bandiera) | C     | Lena Steinbach      |
| 25 | Germania (bandiera) | P     | Pepa Jaeschke       |
| 26 | Turchia (bandiera)  | D     | Feride Bakır        |
| 27 | Germania (bandiera) | D     | Laura Esser         |
| 28 | Germania (bandiera) | C     | Kathrin Walmanns    |
| 28 | Germania (bandiera) | A     | Laura Hellenbach    |
| 29 | Germania (bandiera) | C     | Kerstin Stein       |
| 30 | Germania (bandiera) | D     | Simone Krumbholz    |
| 31 | Germania (bandiera) | C     | Susanne Kasperczyk  |
| 32 | Turchia (bandiera)  | C     | Arzu Karabulut      |

## Calciomercato

### Sessione estiva
| Acquisti | Acquisti              | Acquisti                           | Acquisti                  |
| R.       | Nome                  | da                                 | Modalità                  |
| -------- | --------------------- | ---------------------------------- | ------------------------- |
| P        | Pepa Jaeschke         | Bayer Leverkusen [Primavera B (F)] | aggregata dalle giovanili |
| D        | Feride Bakır          | Bad Neuenahr                       | definitivo                |
| D        | Marith Müller-Prießen | 2001 Duisburg                      | definitivo                |
| D        | Christina Sampanidis  | Mašinac PZP                        | definitivo                |
| C        | Susanne Kasperczyk    | Colonia                            | definitivo                |
| C        | Kathrin Walmanns      | Alemannia Aquisgrana               | definitivo                |
| A        | Eunice Beckmann       | 2001 Duisburg                      | definitivo                |
| A        | Shelley Thompson      | Atlanta Beat                       | definitivo                |

| Cessioni | Cessioni             | Cessioni            | Cessioni   |
| R.       | Nome                 | a                   | Modalità   |
| -------- | -------------------- | ------------------- | ---------- |
| P        | Vanessa Hafkemeyer   | Colonia             | definitivo |
| D        | Christina Sampanidis | Mašinac PZP         | definitivo |
| D        | Vanessa Baudzus      | 2001 Duisburg II    | definitivo |
| C        | Eliza Janßen         | Siegen              | definitivo |
| C        | Sarah Kramer         | Colonia             | definitivo |
| C        | Melody Treppe        | Bayer Leverkusen II | definitivo |
| A        | Silke Tancyus        | Colonia             | definitivo |

### Sessione invernale
| Acquisti | Acquisti      | Acquisti     | Acquisti   |
| R.       | Nome          | da           | Modalità   |
| -------- | ------------- | ------------ | ---------- |
| C        | Claudia Kalin | Bad Neuenahr | definitivo |

| Cessioni | Cessioni | Cessioni | Cessioni |
| R.       | Nome     | a        | Modalità |
| -------- | -------- | -------- | -------- |
|          |          |          |          |

## Risultati

### Frauen-Bundesliga

#### Girone di andata
| Arbitro: | Wozniak (Herne) |

|                                                                    |           |  |
| Maes 3’ Popp 24’ Grings 28’, 64’, 74’, 76’, 82’ Andō 30’ Knaak 87’ | Marcatori |  |

| Arbitro: | Elsner (Duisburg) |

|  |           |                                            |
|  | Marcatori | 6’, 59’ Añonma 49’ J. Arnold 74’ S. Arnold |

| Arbitro: | Herrmann (Mönchengladbach) |

|                    |           |  |
| Rauch 60’ Uwak 90’ | Marcatori |  |

| Arbitro: | Storch-Schäfer (Petersberg) |

|                               |           |                      |
| Elsig 67’ Prießen 71’ Dej 85’ | Marcatori | 50’ Moser 86’ Müller |

| Arbitro: | Müller-Schmäh (Potsdam) |

|                     |           |               |
| Pedersen 43’ (aut.) | Marcatori | 63’ Ioannidou |

| Arbitro: | Elsner (Duisburg) |

|  |           |              |
|  | Marcatori | 8’ Steinbach |

| Arbitro: | Derlin (Bad Schwartau) |

|              |           |                      |
| Thompson 79’ | Marcatori | 10’ Šimić 50’ Aigner |

| Arbitro: | Eisenhardt (Holzgerlingen) |

|                                                                 |           |              |
| Hingst 10’ Lewandowski 16’ Garefrekes 23’ Prinz 58’ Pohlers 66’ | Marcatori | 55’ Thompson |

| Arbitro: | Wenkel (Wehrden) |

|                                                     |           |                 |
| Steinbach 6’ Thompson 36’, 84’ Prießen 63’ Moik 73’ | Marcatori | 86’ Feiersinger |

| Arbitro: | Rafalski (Baunatal) |

|                                                           |           |              |
| Mittag 18’, 20’, 45’ Keßler 33’ Bajramaj 70’ Nagasato 88’ | Marcatori | 78’ Beckmann |

| Arbitro: | Wozniak (Herne) |

|           |           |                                                         |
| Bakır 21’ | Marcatori | 23’, 26’ Okoyino da Mbabi 75’ Petzelberger 78’ Goeßling |

#### Girone di ritorno
| Arbitro: | Rafalski (Baunatal) |

|                           |           |                             |
| Kasperczyk 30’ Schwab 62’ | Marcatori | 19’, 33’ (rig.), 70’ Grings |

| Arbitro: | Derlin (Bad Schwartau) |

|  |           |                        |
|  | Marcatori | 37’, 67’, 76’ Thompson |

| Arbitro: | Elsner (Duisburg) |

|  |           |                    |
|  | Marcatori | 19’ (aut.) Prießen |

| Arbitro: | Söder (Norimberga) |

|                          |           |                                          |
| Müller 17’, 40’ Wiik 74’ | Marcatori | 49’ Henseler 55’ Kasperczyk 59’ Thompson |

| Arbitro: | Wozniak (Herne) |

|            |           |            |
| Hamann 56’ | Marcatori | 46’ Schwab |

| Arbitro: | Kurtes (Düsseldorf) |

|                                    |           |                  |
| Schwab 48’, 68’ Dej 60’ Linden 78’ | Marcatori | 87’ Crnogorčević |

| Arbitro: | Rafalski (Baunatal) |

|                                                 |           |  |
| Šimić 23’ Wimbersky 31’, 88’ (rig.) Banecki 56’ | Marcatori |  |

| Arbitro: | Derlin (Bad Schwartau) |

|  |           |                                                |
|  | Marcatori | 57’ Landström 68’ Marozsán 69’, 81’ Garefrekes |

| Arbitro: | Schultz (Wolfsburg) |

|                       |           |                                     |
| Bromley 25’ Horst 81’ | Marcatori | 18’ Kasperczyk 23’ Linden 90’ Bakır |

| Arbitro: | Wenkel (Wehrden) |

|           |           |                                                                         |
| Elsig 48’ | Marcatori | 13’, 34’, 63’ Zietz 40’ (aut.) Beckmann 45’ Bajramaj 69’, 88’ Odebrecht |

| Arbitro: | Eisenhardt (Holzgerlingen) |

|                                          |           |         |
| Okoyino da Mbabi 10’, 21’, 63’, 71’, 80’ | Marcatori | 35’ Dej |

### DFB-Pokal der Frauen
| Arbitro: | Kuchmann-Nowak (Oberhausen) |

|  |           | |
|  | Marcatori | 13’, 36’, 60’ Thompson 18’, 45’ Steinbach 19’ Schwab 31’ Bakır 48’, 85’ Beckmann 49’, 58’ Henseler |

| Arbitro: | Biehl (Siesbach) |

|  |           |                                                                         |
|  | Marcatori | 21’ Behringer 42’ Garefrekes 53’ Huth 57’ Weber 75’ Landström 85’ Prinz |

## Statistiche

### Statistiche di squadra
| Competizione         | Punti | In casa | In casa | In casa | In casa | In casa | In casa | In trasferta | In trasferta | In trasferta | In trasferta | In trasferta | In trasferta | Totale | Totale | Totale | Totale | Totale | Totale | DR  |
| Competizione         | Punti | G       | V       | N       | P       | Gf      | Gs      | G            | V            | N            | P            | Gf           | Gs           | G      | V      | N      | P      | Gf     | Gs     | DR  |
| -------------------- | ----- | ------- | ------- | ------- | ------- | ------- | ------- | ------------ | ------------ | ------------ | ------------ | ------------ | ------------ | ------ | ------ | ------ | ------ | ------ | ------ | --- |
| Frauen-Bundesliga    | 21    | 11      | 3       | 1       | 7       | 18      | 30      | 11           | 3            | 2            | 6            | 14           | 37           | 22     | 6      | 3      | 13     | 32     | 67     | -35 |
| DFB-Pokal der Frauen | -     | 1       | 0       | 0       | 1       | 0       | 6       | 1            | 1            | 0            | 0            | 11           | 0            | 2      | 1      | 0      | 1      | 11     | 6      | +5  |
| Totale               | -     | 12      | 3       | 1       | 8       | 18      | 36      | 12           | 4            | 2            | 6            | 25           | 37           | 24     | 7      | 3      | 14     | 43     | 73     | -30 |

### Andamento in campionato
| Giornata  | 1  | 2  | 3  | 4  | 5  | 6 | 7  | 8  | 9 | 10 | 11 | 12 | 13 | 14 | 15 | 16 | 17 | 18 | 19 | 20 | 21 | 22 |
| --------- | -- | -- | -- | -- | -- | - | -- | -- | - | -- | -- | -- | -- | -- | -- | -- | -- | -- | -- | -- | -- | -- |
| Luogo     | T  | C  | T  | C  | C  | T | C  | T  | C | T  | C  | C  | T  | C  | T  | T  | C  | T  | C  | T  | C  | T  |
| Risultato | P  | P  | P  | V  | N  | V | P  | P  | V | P  | P  | P  | V  | P  | N  | N  | V  | P  | P  | V  | P  | P  |
| Posizione | 12 | 12 | 12 | 10 | 11 | 8 | 10 | 11 | 8 | 9  | 9  | 10 | 9  | 9  | 9  | 9  | 8  | 8  | 8  | 8  | 8  | 8  |

Legenda:

Luogo: C = Casa; T = Trasferta. Risultato: V = Vittoria; N = Pareggio; P = Sconfitta.

### Statistiche delle giocatrici
| Giocatore     | Frauen-Bundesliga | Frauen-Bundesliga | Frauen-Bundesliga | Frauen-Bundesliga | DFB-Pokal der Frauen | DFB-Pokal der Frauen | DFB-Pokal der Frauen | DFB-Pokal der Frauen | Totale   | Totale | Totale      | Totale     |
| Giocatore     | Presenze          | Reti              | Ammonizioni       | Espulsioni        | Presenze             | Reti                 | Ammonizioni          | Espulsioni           | Presenze | Reti   | Ammonizioni | Espulsioni |
| ------------- | ----------------- | ----------------- | ----------------- | ----------------- | -------------------- | -------------------- | -------------------- | -------------------- | -------- | ------ | ----------- | ---------- |
| F. Bakır      | 18                | 2                 | 0                 | 0                 | 2                    | 1                    | 0                    | 0                    | 20       | 3      | 0           | 0          |
| M. Barth      | 1                 | 0                 | 0                 | 0                 | -                    | -                    | -                    | -                    | 1        | 0      | 0           | 0          |
| E. Beckmann   | 18                | 1                 | 2                 | 0                 | 1                    | 2                    | 0                    | 0                    | 19       | 3      | 2           | 0          |
| L. Dallmann   | 1                 | 0                 | 0                 | 0                 | -                    | -                    | -                    | -                    | 1        | 0      | 0           | 0          |
| C. Dej        | 13                | 3                 | 3                 | 0                 | -                    | -                    | -                    | -                    | 13       | 3      | 3           | 0          |
| J. Dünker     | 0                 | 0                 | 0                 | 0                 | -                    | -                    | -                    | -                    | 0        | 0      | 0           | 0          |
| J. Elsig      | 19                | 2                 | 9                 | 0                 | 1                    | 0                    | 0                    | 0                    | 20       | 2      | 9           | 0          |
| L. Esser      | 3                 | 0                 | 0                 | 0                 | 1                    | 0                    | 0                    | 0                    | 4        | 0      | 0           | 0          |
| L. Hellenbach | -                 | -                 | -                 | -                 | 1                    | 0                    | 0                    | 0                    | 1        | 0      | 0           | 0          |
| K. Hendrich   | 22                | 0                 | 2                 | 0                 | 2                    | 0                    | 0                    | 0                    | 24       | 0      | 2           | 0          |
| M. Henseler   | 12                | 1                 | 1                 | 0                 | 2                    | 2                    | 0                    | 0                    | 14       | 3      | 1           | 0          |
| P. Jaeschke   | 1                 | -2                | 0                 | 0                 | 0                    | 0                    | 0                    | 0                    | 1        | -2     | 0           | 0          |
| C. Kalin      | 9                 | 0                 | 0                 | 0                 | 2                    | 0                    | 0                    | 0                    | 11       | 0      | 0           | 0          |
| A. Karabulut  | -                 | -                 | -                 | -                 | 1                    | 0                    | 0                    | 0                    | 1        | 0      | 0           | 0          |
| S. Kasperczyk | 14                | 3                 | 2                 | 0                 | -                    | -                    | -                    | -                    | 14       | 3      | 2           | 0          |
| P. Knobloch   | 4                 | 0                 | 1                 | 0                 | 0                    | 0                    | 0                    | 0                    | 4        | 0      | 1           | 0          |
| M. Knopf      | -                 | -                 | -                 | -                 | -                    | -                    | -                    | -                    | -        | -      | -           | -          |
| A. Knopp      | 21                | 0                 | 4                 | 0                 | 2                    | 0                    | 0                    | 0                    | 23       | 0      | 4           | 0          |
| S. Krumbholz  | -                 | -                 | -                 | -                 | 1                    | 0                    | 0                    | 0                    | 1        | 0      | 0           | 0          |
| I. Linden     | 10                | 2                 | 0                 | 0                 | -                    | -                    | -                    | -                    | 10       | 2      | 0           | 0          |
| L. Mester     | -                 | -                 | -                 | -                 | -                    | -                    | -                    | -                    | -        | -      | -           | -          |
| N. Moik       | 16                | 1                 | 0                 | 0                 | 1                    | 0                    | 0                    | 0                    | 17       | 1      | 0           | 0          |
| S. Mpalaskas  | 13                | 0                 | 2                 | 0                 | 2                    | 0                    | 0                    | 0                    | 15       | 0      | 2           | 0          |
| M. Prießen    | 18                | 2                 | 2                 | 0                 | 2                    | 0                    | 0                    | 0                    | 20       | 2      | 2           | 0          |
| I. Quast      | -                 | -                 | -                 | -                 | -                    | -                    | -                    | -                    | -        | -      | -           | -          |
| H. Sahlmann   | -                 | -                 | -                 | -                 | -                    | -                    | -                    | -                    | -        | -      | -           | -          |
| C. Sampanidis | -                 | -                 | -                 | -                 | -                    | -                    | -                    | -                    | -        | -      | -           | -          |
| L. Schmitz    | 22                | -65               | 0                 | 0                 | 2                    | -6                   | 0                    | 0                    | 24       | -71    | 0           | 0          |
| L. Schwab     | 18                | 4                 | 1                 | 1                 | 2                    | 1                    | 0                    | 0                    | 20       | 5      | 1           | 1          |
| K. Stein      | 13                | 0                 | 1                 | 0                 | 2                    | 0                    | 0                    | 0                    | 15       | 0      | 1           | 0          |
| L. Steinbach  | 18                | 2                 | 1                 | 0                 | 2                    | 2                    | 0                    | 0                    | 20       | 4      | 1           | 0          |
| S. Thompson   | 14                | 8                 | 0                 | 0                 | 1                    | 3                    | 0                    | 0                    | 15       | 11     | 0           | 0          |
| T. Tüllmann   | 3                 | 0                 | 0                 | 0                 | -                    | -                    | -                    | -                    | 3        | 0      | 0           | 0          |
| K. Walmanns   | 4                 | 0                 | 0                 | 0                 | -                    | -                    | -                    | -                    | 4        | 0      | 0           | 0          |
| F. Weber      | 6                 | 0                 | 1                 | 0                 | -                    | -                    | -                    | -                    | 6        | 0      | 1           | 0          |